# Crystal Reports
Crystal Reports este o aplicație business intelligence utilizată pentru a proiecta și de a genera rapoarte de la o gamă largă de  surse de date . 
Mai multe aplicații, inclusiv Microsoft Visual Studio , la un moment dat construite pe versiunea OEM a Crystal Reports ca un  instrument de general de raportare.  Crystal Reports este un report writer popular, mai ales atunci când Microsoft lucrează  cu Visual Studio 2003, prin versiunile 2008. 
Microsoft a întrerupt această practică și mai târziu a lansat propriul lui instrument de raportare competitiv, SQL Server Reporting  Services (SSRS).  Crystal Reports pentru Visual Studio 2010 este încă disponibil ca add-on software-ul. 

## Istoric
Produsul a fost inițial creat de Crystal Services Inc. Free Reports , atunci când nu au putut găsi un reportizor potrivit pentru  raportele comerciale de software de contabilitate. 
După producerea versiunilor de la 1.0 la 3.0, compania a fost achiziționată în 1994 de către Seagate Technology .  Crystal  Services a fost combinat cu Holistic Systems pentru a forma Grupul de Management de informare al Seagate Software , care  mai târziu redenumit ca Crystal Decisions și a produs următoarele versiuni de la 4.0 până la 9.0. 
Crystal Decisions a fost achiziționată în decembrie 2003 de către Business Objects , care a produs versiuni de 10, 11 (XI) și  versiunea 12 (2008). 
Business Objects a fost achizitionata de SAP în 8 octombrie 2007. 
Crystal Reports 2011 (versiunea 14) a fost lansat pe 3 mai 2011.

## Caracteristici

### Designerul de rapoarte
Crystal Reports permite utilizatorilor să proiecteze grafic conexiune de date și raportul de aspect. 
În expertul de baze de date, utilizatorii pot selecta și lega tabele dintr-o varietate largă de surse de date, inclusiv foi de calcul  Microsoft Excel, baze de date Oracle, Business Objects Enterprise  și informații locale, sistemul de fișiere. 
Câmpurile de la aceste tabele pot fi plasate pe suprafața de proiectare a raportului, și, de asemenea, poate fi utilizat în formule  particularizate, utilizând fie Basic, fie sintaxa proprie Crystal, care sunt apoi plasate pe suprafața de design. 
Formulele pot fi evaluate la mai multe faze în timpul generării raportului, astfel cum se specifică de către dezvoltator. 
Atât câmpurile cât și formulele au o gamă largă de opțiuni de formatare disponibile, care pot fi aplicate absolut sau  condiționat. 
Datele pot fi grupate în benzi, fiecare dintre care pot fi defalcate în continuare și condiționat suprimate după cum este  necesar. 
Crystal Reports suportă, de asemenea subrapoarte, grafice, și o funcționalitate GIS limitată.